# Milton Friedman
Milton Friedman (New York, 31 juli 1912 – San Francisco, 16 november 2006) was een Amerikaanse econoom en voorvechter van vrijemarktkapitalisme en een beperkte overheid. In 1976 won Friedman de Nobelprijs voor de Economie.
Friedman geldt als een van de grondleggers van het monetarisme. Dat houdt in dat hij een grote rol toekende aan het geld in het economisch verkeer. Een vergroting van de geldhoeveelheid veroorzaakt in ieder geval op de lange termijn, maar volgens de monetaristen mogelijk ook op al korte termijn inflatie. Daarom pleitten Friedman en de zijnen ervoor dat de centrale bank de geldhoeveelheid slechts met een vooraf bepaald maximumpercentage per jaar zou laten groeien. Dit maximumpercentage zou gerelateerd moeten zijn aan het reële deel van alle economische transacties. De monetaristen denken dat inflatie en werkloosheid hierdoor effectief kunnen worden tegengegaan. Ook zijn zij voorstander van een sterke liberalisering van het economisch verkeer omdat zij van mening zijn dat dit de overgrote meerderheid van de bevolking een veel hogere levensstandaard bezorgt dan sterk overheidsgestuurde of planeconomieën.
Friedman was economisch adviseur van de Republikeinse Amerikaanse president Ronald Reagan. Zijn politieke filosofie benadrukte de voordelen van een vrijemarktsysteem met minimale interventie door de overheid. Hij heeft eens gezegd dat zijn rol in het afschaffen van de dienstplicht in de Verenigde Staten de prestatie is waar hij het meest trots op was. Zijn steun voor een systeem van vrije schoolkeuze leidde hem er toe "The Friedman Foundation for Educational Choice" op te richten. In zijn boek uit 1962 Capitalism and Freedom pleitte Friedman voor zaken zoals een vrijwilligersleger, vrij zwevende wisselkoersen, het afschaffen van medische licenties, een negatieve inkomstenbelasting en onderwijsvouchers. Zijn ideeën over monetair beleid, belastingen, privatisering en deregulering beïnvloedde het overheidsbeleid, vooral tijdens de jaren 1980. Zijn monetaire theorie heeft invloed gehad op de reactie van de Federal Reserve op de wereldwijde financiële crisis.

## Leven

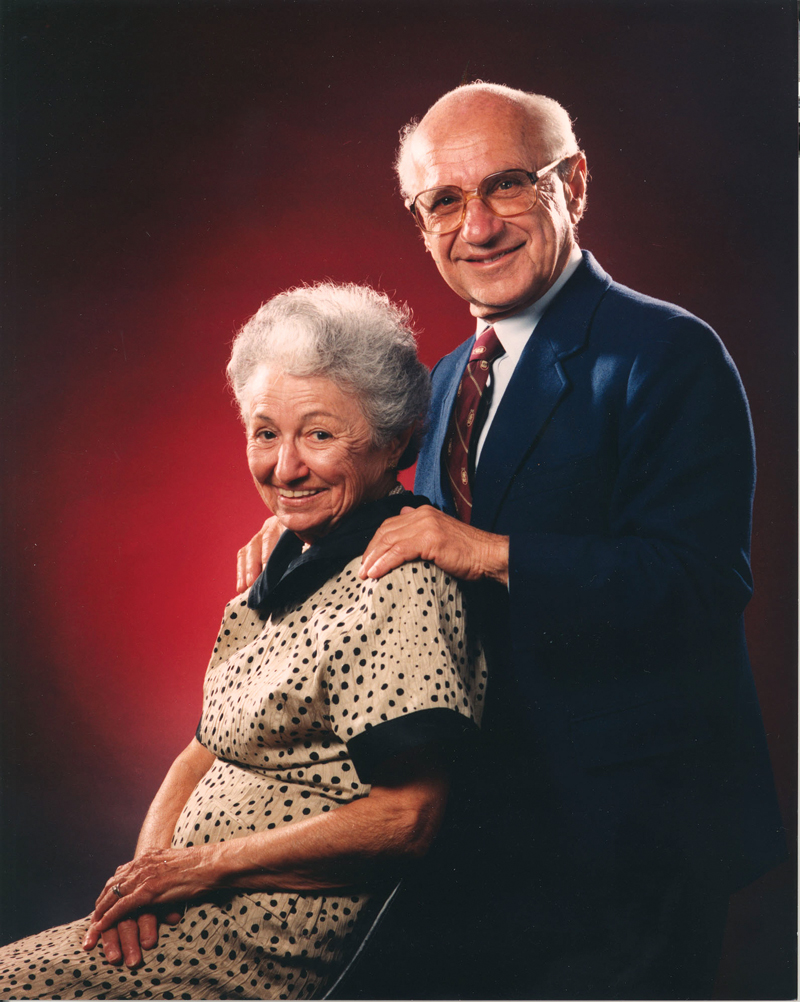
Milton Friedman met zijn vrouw Rose Friedman.

### Jeugd
Friedman werd in 1912 in Brooklyn, een deel van New York, geboren als zoon van de recente Joodse immigranten Jenő Friedman en Sara Landau. Zijn vader en moeder waren afkomstig uit Beregszász (toen in Oostenrijk-Hongarije, nu als Berehove gelegen in het hedendaagse Oekraïne). Beide ouders werkten als handelaren in confectie. Kort na de geboorte van Milton verhuisde het gezin naar Rahway (New Jersey). Friedman studeerde in 1928, vlak voor zijn zestiende verjaardag, af aan de Rahway High School
Friedman studeerde af aan Rutgers University in New Jersey, waar hij zich specialiseerde in wiskunde en in eerste instantie wilde hij actuaris worden. Tijdens zijn tijd aan Rutgers werd Friedman beïnvloed door twee economische professoren, Arthur F. Burns en Homer Jones. Zij overtuigden hem dat de moderne economie zou kunnen helpen om een einde aan de Grote Depressie te maken.
Na zijn afstuderen aan Rutgers in 1932 kreeg Friedman twee beurzen aangeboden om te promoveren; eentje van de faculteit wiskunde van Brown University en de andere van de economische faculteit van de Universiteit van Chicago.
Friedman koos voor de laatste aanbieding. Hierdoor behaalde hij in 1933 een M.A.. Hij werd sterk beïnvloed door Jacob Viner, Frank Knight en Henry Simons. Het was in Chicago dat Friedman zijn toekomstige vrouw, de econome Rose Director ontmoette. Tijdens het academiejaar 1933-34 vervulde hij een fellowship aan de Columbia University, waar hij statistiek studeerde bij de gerenommeerde statisticus en wiskundig econoom Harold Hotelling. In het academiejaar 1934-1935 was hij terug in Chicago, waar hij als onderzoeksassistent voor Henry Schultz werkte. Schultz was toen bezig aan zijn Theory and Measurement of Demand. Dat jaar vormde Friedman ook een vriendschap voor het leven met George Stigler en W. Allen Wallis. Het vriendenclubje kreeg in wetenschappelijke kringen de bijnaam Chicago Boys.
Friedman adviseerde generaal Pinochet en zijn junta bij hun economisch beleid in Chili.

### Laatste jaren
Milton Friedman overleed op 94-jarige leeftijd aan een hartaanval.

### Familie
Zijn zoon David Friedman is eveneens een bekende liberale econoom, die het anarchokapitalisme aanhangt. Zijn kleinzoon Patri Friedman is ook anarchokapitalist en werkt aan Seastead.

## Werk

### Economische theorie
Friedman was vanaf 1946 verbonden aan de Graduate School of Business van de Universiteit van Chicago. Daar ontwikkelde hij een leer die haaks stond op de toen gangbare theorie van de Britse econoom John Maynard Keynes. Keynes bepleitte het stimuleren van de vraag in tijden van economisch teruggang. Friedman legde de nadruk op de aanbodkant van de economie. Een kleine overheid, weinig beperkingen voor het bedrijfsleven, en een krap-geld-politiek vormden de kernbegrippen van de Chicago-school.

### Monetarisme
Friedman heeft met name bekendheid verkregen voor zijn grote rol bij het doen heropleven van de interesse in de geldhoeveelheid als een determinant van de nominale waarde van de output, dat wil zeggen de kwantiteitstheorie van het geld. De betiteling monetarisme staat voor de verzameling van standpunten die verband houden met de moderne kwantiteitstheorie. De oorsprong van de kwantiteitstheorie gaat terug tot de 16e-eeuwse School van Salamanca of zelfs nog verder terug; Friedmans werk is echter in belangrijke mate de oorzaak van de populariteit van deze stroming binnen de economie in het laatste kwart van de 20e eeuw. Samen met Anna Schwartz schreef hij A Monetary History of the United States (1963), een onderzoek naar de rol van het geldaanbod op de mate van economische activiteit in de Amerikaanse geschiedenis.
Een opvallende conclusie van hun onderzoek was die over de rol van fluctuaties in de geldhoeveelheid als bijdragend aan economische fluctuaties. Verschillende regressiestudies met David Meiselman in de jaren 1960 toonden het primaat van de geldhoeveelheid als bepalende factor voor de consumptie en de output aan boven investeringen en overheidsuitgaven. Dit inzicht was een uitdaging van het toenmalig heersende maar grotendeels nog niet geteste standpunt dat de hoogte van de investeringen en de overheidsuitgaven van groter belang was voor het bepalen van de output. Friedmans empirisch onderzoek ondersteunde de conclusie dat het kortetermijneffect van een verandering in de geldhoeveelheid vooral op de output was, maar dat het langetermijneffect vooral op het prijsniveau was.
Friedman was de belangrijkste verdediger van de monetaristische school binnen de economie. Hij beweerde dat er een nauwe en stabiele relatie bestaat tussen prijsinflatie aan de ene kant en de geldhoeveelheid aan de andere kant. Prijsinflatie dient aangepakt te worden door monetaire deflatie en dalende prijzen met monetaire inflatie. Friedman maakte de veel geciteerde grap dat prijsdeflatie kan worden bestreden door "geld uit een helikopter te gooien."
Friedmans argumenten waren bedoeld om populaire claims te ontkrachten dat de prijsinflatie op dat moment het gevolg zou zijn van verhogingen van de olieprijs of loonstijgingen: zo schreef hij in 1963, 

Inflatie is altijd en overal een monetair fenomeen

Friedman verwierp het gebruik van fiscaal beleid als een instrument om de vraag te manipuleren. Hij was van mening dat de leidende rol van de overheid in de economie sterk moest worden beperkt. Friedman schreef uitgebreid over de Grote Depressie, die hij de "Grote Contractie" noemde. Hij beargumenteerde dat de Grote Depressie was veroorzaakt door een gewone financiële schok, waarvan de duur en de ernst sterk werd verergerd door de erop volgende krimp van de geldhoeveelheid, die door een verkeerd beleid van de directeuren van de Federal Reserve werd veroorzaakt.

De Fed was grotendeels verantwoordelijk voor het verergeren van wat begon als een huis-tuin en keukenrecessie, hoewel misschien een vrij ernstige, in een grote ramp. In plaats van haar bevoegdheden te gebruiken om de depressie tegen te gaan, presideerde [de FED] tussen 1929 en 1933 over een daling in de geldhoeveelheid met meer dan 30% ... Ver van een falen van het vrijemarktsysteem, was de Grote Depressie juist een tragisch falen van de overheid.
— Milton Friedman

### Zwevende wisselkoersen
Friedman pleitte voor de stopzetting van de overheidsbemoeienis in de valutamarkten. Hiermee zette hij een enorme literatuur over dit onderwerp in gang. Ook promootte hij de praktijk van de vrij zwevende wisselkoersen. Zijn goede vriend George Stigler legde uit: "Zoals gebruikelijk is in de wetenschap, behaalde Friedman geen volledige overwinning, mede omdat het onderzoek langs andere lijnen, met name de theorie van de rationele verwachtingen verliep, een nieuwere aanpak ontwikkeld door Robert Lucas, ook van de Universiteit van Chicago."

### Consumptiefunctie
Friedman staat ook bekend voor zijn werk aan de consumptiefunctie, met name zijn permanente inkomenshypothese (1957), door Friedman zelf aangeduid als zijn beste wetenschappelijke werk. In dit werk stelde Friedman dat rationele consumenten een evenredig deel van wat zij als hun permanente inkomen beschouwen, aan consumptie zullen besteden. Meevallers zouden echter grotendeels worden gespaard. Voor belastingverlagingen gold hetzelfde, aangezien rationele consumenten in staat werden geacht te voorspellen dat de belastingen later zouden moeten worden verhoogd om de overheidsfinanciën weer in evenwicht te brengen.

### Phillips-curve
Andere belangrijke bijdragen van Friedman zijn onder andere zijn kritiek op de Phillips-curve en het aanpalende concept van de natuurlijke werkloosheid (1968). Deze kritiek verbond zijn naam, samen met die van Edmund Phelps, met het inzicht dat een overheid de werkloosheid niet permanent kan terugdringen door voor een hogere inflatie te kiezen. Weliswaar kan de werkloosheid tijdelijk op een lager niveau worden gebracht, dit als de inflatie als een verrassing komt, maar op de lange termijn zal de werkloosheid helemaal worden bepaald door de fricties en de imperfecties op de arbeidsmarkt.

### Epistemologie
Friedmans invloedrijke essay, "The Methodology of Positive Economics" uit 1953 voorzag in de epistemologische onderbouwing voor zijn eigen verdere onderzoek. Tot op zekere hoogte voorzag dit werk ook de Chicago school of economics van een dergelijk fundament. Friedman beargumenteerde dat economie als wetenschap vrij dient te zijn van waardeoordelen om objectief te kunnen zijn. Een bruikbare economische theorie dient niet te worden beoordeeld op haar beschrijvend realisme, maar op haar eenvoud en vruchtbaarheid als een vehikel voor het doen van voorspellingen. Collega-Nobelprijswinnaar Paul Samuelson noemde dit principe de F-twist en legde er de logische zwakte van bloot.

## Praktijk
Friedmans ideeën werden onder andere toegepast door de Amerikaanse president Reagan en de Britse premier Thatcher. Ook in het Chili van dictator Pinochet werden ze uitgevoerd. Friedman veroordeelde de Chileense dictatuur, maar hij meende dat onder president Allende Chili een Cuba-achtige staat zou zijn geworden. Hij zag er geen bezwaar in lezingen te houden in Chili en dacht dat de vrijemarkteconomie, vanwege haar niet-centralistische karakter, uiteindelijk de macht zou ontnemen aan Pinochet.

## Kritiek

### Keynesiaanse kritiek
Tijdens de financiële crisis van 2007-2010, gaven een aantal Keynesiaanse economen, zoals James Galbraith en Joseph Stiglitz de schuld voor de economische onrust aan de vrije marktfilosofie van Friedman en de Chicago school of economics.
Na Friedmans dood in 2006 prees de Keynesiaanse Nobelprijswinnaar Paul Krugman Friedman als een "groot econoom en een groot man". Wel bekritiseerde hij hem door te schrijven dat "hij al te gemakkelijk beweerde dat markten altijd werken en dat alleen markten werken. Het is heel moeilijk om gevallen te vinden waar Friedman de mogelijkheid erkende dat markten het mis kunnen hebben of dat overheidsingrijpen een nuttig doel kan dienen."

### Kritiek uit de Oostenrijkse school
In 1971 bekritiseerde de libertaire econoom Murray Rothbard, een prominente aanhanger van de Oostenrijkse School, Friedmans inspanningen om de overheid efficiënter te maken als schadelijk voor de individuele vrijheid. Hij concludeerde "... als we Milton Friedman referenties onderzoeken als de leider van de vrije-markteconomie, komen wij tot de beangstende conclusie dat het moeilijk is om hem zelfs maar als een vrije markteconoom te beschouwen." Friedmans standpunt over overheidscontrole over het geld is sinds 1971, toen deze kritiek werd geuit, veranderd.
In een interview uit 1995 in het tijdschrift Reason zei Friedman dat het "verschil tussen mij en mensen zoals Murray Rothbard is dat, hoewel ik wil weten wat mijn ideaal is, ik ook denk dat ik veranderingen moet bespreken die suboptimaal zijn, zolang deze mij in de ideale richting wijzen." Hij zei dat hij eigenlijk "de Fed zou willen opheffen", en wijst erop dat wanneer hij over de Fed heeft geschreven hij simpelweg zijn aanbevelingen geeft over wat de Fed zou moeten doen, gegeven het feit dat de Fed nu eenmaal bestaat.

### Kritiek uit socialistische activistische hoek
In haar boek The Shock Doctrine bekritiseert de auteur en socialistische activiste Naomi Klein wat zij beschouwt als Friedmans ideologie en de beginselen achter de economische herstructurering die volgden na militaire staatsgrepen in landen als Chili en Indonesië. Zij legt analogieën tussen de manier waarop Friedman volgens haar voorstelde om de sociale "shock" na een staatsgreep te gebruiken om met een economische "schone lei" te beginnen en de controversiële medische elektroshocktherapie door Ewen Cameron die bedoeld waren om een "schone lei" te creëren "bij patiënten met psychische stoornissen".
Johan Norberg en anderen betogen echter dat Klein in haar boek een onjuist beeld geeft van Milton Friedmans opvattingen.
Gebaseerd op de manier waarop de toepassing van wat Klein beschouwt als 'neoliberaal' beleid volgens Klein heeft bijgedragen aan inkomensverschillen en ongelijkheid, hebben zowel Klein als Noam Chomsky gesuggereerd dat de primaire rol van het neoliberalisme een ideologische dekmantel voor kapitaalaccumulatie door multinationals was.

## Eerbewijzen
Milton Friedman was o.a. Grootkruis in de Orde van de Heilige Schatten van Japan. In 1988 kreeg hij de Presidential Medal of Freedom (Presidentiële Vrijheidsmedaille) uitgereikt door toenmalig Amerikaans president Ronald Reagan.

## Voetnoten
1. ↑  Milton Friedman (1912-2006). Gearchiveerd op 13 mei 2025.
2. ↑  Bullock, Penn, Bernanke’s Philosopher (17 november 2009). Gearchiveerd op 6 februari 2019.
3. ↑  Eamonn Butler, Milton Friedman (2011) hfdstk. 1
4. ↑  Alan O. Ebenstein, Milton Friedman: a biography (2007) blz. 5 tot 12
5. ↑  "Milton Friedman and his start in economics", Young America's Foundation, August, 2006.
6. ↑  Ebenstein, Milton Friedman: a biography (2007) blz. 13 tot 30
7. ↑  Optimum Quantity of Money. Aldine Publishing Company (1969), 4.
8. ↑  Friedman, Milton, Inflation: Causes and Consequences, 1963, New York: Asia Publishing House.
9. ↑  Friedman, Milton (1969). Memoirs of an Unregulated Economist. Aldine Publishing Company.
10. ↑  John Lippert Friedman Would Be Roiled as Chicago Disciples Rue Repudiation[dode link], Bloomberg L.P., 23 december 2009
11. ↑  The New York Review of Books, Who was Milton Friedman?, 15 februari 2007
12. ↑  Murray Rothbard, " Milton Friedman Unraveled". Oorspronkelijk gedrukt in 1971 in The Individualist. Herdrukt in het Journal of Libertarian Studies, majaar 2002.
13. ↑  Ebeling, Richard. M., "Monetary Central Planning and the State, Part 27: Milton Friedman's Second Thoughts on the Costs of Paper Money"
14. ↑  Naomi Klein (2007). The Shock Doctrine, Metropolitan Books, New York, ISBN 978-0676978001.
15. ↑  Johan Norberg vs. Naomi Klein and The Shock Doctrine. Gearchiveerd op 6 december 2024.
16. ↑  Defaming Milton Friedman. Gearchiveerd op 27 maart 2019.
17. ↑  Goldberg, P.K. en Pavcnik, N. (2007) "Distributional Effects of Globalization in Developing Countries" Journal of Economic Literature, American Economic Association 45(1): 39–82
18. ↑  Noam Chomsky (1999) Profit Over People: Neoliberalism and Global Order, Seven Stories Press, New York, NY.

- Bibsys: 90096380
- Biblioteca Nacional de Chile: 000048419
- Biblioteca Nacional de España: XX883803
- Bibliothèque nationale de France: cb11903625k (data)
- Catàleg d'autoritats de noms i títols de Catalunya: 981058518745506706
- CiNii: DA0057893X
- Gemeinsame Normdatei: 118535625
- International Standard Name Identifier: 0000 0001 2101 0775
- Library of Congress Control Number: n79117948
- Nationale Bibliotheek van Letland: 000024903
- Mathematics Genealogy Project: 198376
- National Archives and Records Administration: 131043481
- Bibliotheek van het Japanse parlement: 00440214
- Nationale Bibliotheek van Tsjechië: jn20000601645
- Nationale bibliotheek van Australië: 35104393
- Nationale Bibliotheek van Israël: 987007261337605171
- Nationale Bibliotheek van Polen: a0000001178869
- Nationale en Universitaire bibliotheek Zagreb: 000036393
- Nederlandse Thesaurus van Auteursnamen: 068238134
- Istituto Centrale per il Catalogo Unico: CFIV037745
- LIBRIS: 187507
- SNAC: w6rf67mc
- Système universitaire de documentation: 026875446
- Trove: 827738
- Virtual International Authority File: 46761275
- WorldCat: E39PBJpYvThBYBJfdFYRG7RR8C